# Liu Mingchuan

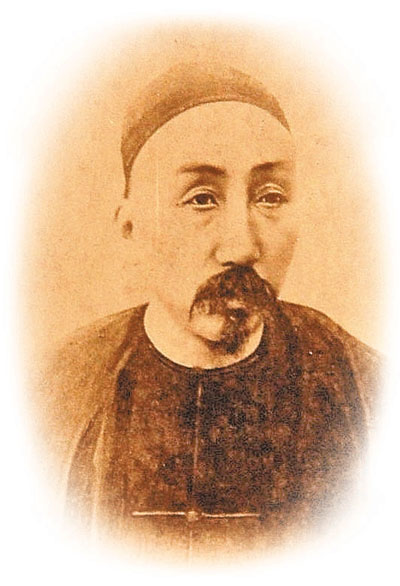
Liu Mingchuan

Liu Mingchuan (chinesisch: 劉銘傳 Liú Míngchuán; * 7. September 1836 in Hefei; † 12. Januar 1896 ebenda) war ein chinesischer Militär und Beamter der Qing-Dynastie. Er zeichnete sich zwischen 1862 und 1868 bei der Niederschlagung des Taiping-Aufstands sowie 1884/85 im Chinesisch-Französischen Krieg aus und war von 1885 bis 1891 der erste Gouverneur der Provinz Taiwan.

## Taiping-Aufstand
Liu Mingchuan wurde am 7. September 1836 in einer alteingesessenen ländlichen Grundbesitzerfamilie in Hefei in der Provinz Anhui geboren.
Zur Verteidigung gegen die die Provinz heimsuchenden Taiping-Rebellen gründete Liu im Jahr 1859 eine Miliz aus Einheimischen, die sich nach ihm die Ming-Armee (銘軍) nannte. 1862 nahm der kaiserliche Befehlshaber Li Hongzhang, der wie Liu Mingchuan aus Hefei stammte, Liu und seine Armee in seine eigene Miliz, die Huai-Armee (淮軍) auf.
Bei der Bekämpfung der Taiping-Rebellen zeichnete sich Liu in den folgenden Jahren bei der Verteidigung von Shanghai und der Einnahme von Changzhou und der Taiping-Hauptstadt Tianjing (Nanjing) aus. Für seine Verdienste wurde er zu einem regulären kaiserlichen Offizier ernannt und stieg zu einem Kommandeur auf Provinzebene (提督 tidu) auf.

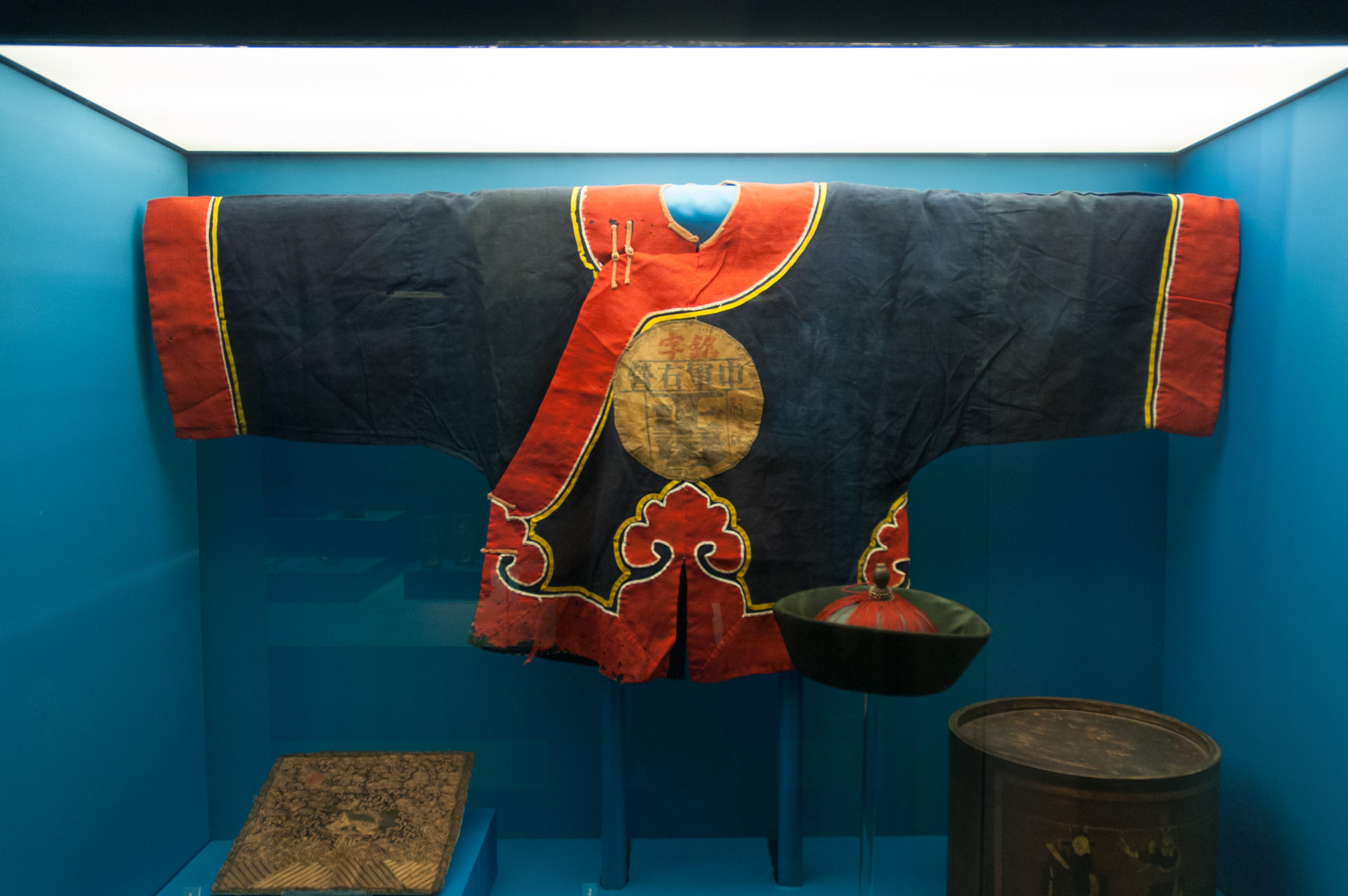
Uniformjacke der „Ming-Armee“

Beim Feldzug gegen die Nian-Rebellen in Shandong im Jahr 1865 kam es zu Spannungen zwischen dem Mongolenprinzen Senggerinchin, der die regulären Qing-Truppen befehligte, und Liu Mingchuans Ming-Armee, die dazu führten, dass beide getrennt vorgingen, statt ihre Kräfte zu vereinen, und Senggerenchin beim Versuch, die Rebellenfestung Gaolouzhai einzunehmen, getötet wurde. Als Liu dieselbe Festung kurze Zeit später eroberte, kam es zu handgreiflichen Auseinandersetzungen mit Untergebenen des getöteten Prinzen. Als Reaktion auf die Ereignisse wurde Liu vom Kaiserhof „auf Bewährung degradiert“ (革職留任), behielt jedoch sein Kommando.
Nach Siegen gegen den östlichen Teil der Nian-Rebellen in Hubei und bei Yangzhou 1866 wurde Lius Rang wiederhergestellt. Liu zog sich danach aus gesundheitlichen Gründen in seine Heimat nach Hefei zurück. Als der westliche Flügel der Nian-Rebellen im Jahr 1868 Tianjin bedrohte, wurde Liu bewogen, wieder das Kommando über seine Armee zu übernehmen. Gemeinsam mit Li Hongzhang fügte Liu den Aufständischen eine vernichtende Niederlage zu und wurde dafür mit dem Titel eines „Barons ersten Ranges“ (一等男) ausgezeichnet.
Nun wurde Liu nach Shaanxi und Gansu beordert, um die Dunganenaufstände zu bekämpfen, musste sich jedoch infolge von gesundheitlichen Beschwerden beurlauben lassen und kehrte nach Hefei zurück. Als sich der von ihm zum Vertreter bestimmte Kommandant der Ming-Armee als unfähig erwies und es in der Armee zu Aufruhr kam, wurde Liu zur Rechenschaft gezogen und degradiert. Danach lebte er als Privatier in seinem Heimatort.

## Chinesisch-Französischer Krieg

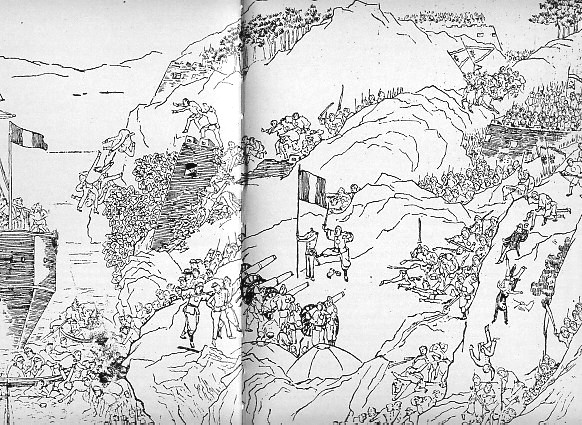
Französische Landung bei Keelung (zeitgenössischer chinesischer Druck)

Während des Chinesisch-Französischen Krieges 1884–1885 wurde Liu Mingchuan zum Kaiserlichen Kommissar (欽差大臣) und Gouverneur von Fujian (福建巡撫) ernannt und mit der Verteidigung der Insel Taiwan beauftragt. Obwohl er die Franzosen nicht an der Besetzung Keelungs im Norden Taiwans hindern konnte, gelang es ihm, den weiteren Vormarsch der Invasoren aufzuhalten, einen weiteren Landungsversuch bei Tamsui zurückzuschlagen und die Insel bis zum Ende des Krieges zu halten.

## Gouverneur von Taiwan

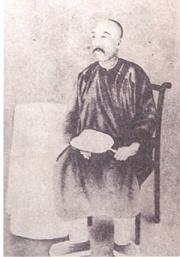
Liu Mingchuan als Gouverneur

Um die Effizienz der Verwaltung und die Verteidigung des strategisch bedeutenden Taiwans zu stärken, beschloss die Qing-Regierung, die Insel aus der Provinz Fujian auszugliedern und als eigenständige Provinz zu etablieren. Liu Mingchuan, dessen Erfolg gegen eine der Westmächte ihm hohes Ansehen verschafft hatte, wurde 1885 zum ersten Gouverneur ernannt.
Für Liu lag der Schlüssel zur Stärkung Taiwans in dessen Modernisierung, unter anderem durch den Bau einer Eisenbahn. Im Jahr 1887 wurde eine Behörde zur Planung der taiwanischen Eisenbahn geschaffen, zwei Jahre später die erste Teilstrecke eröffnet und 1891 die erste Linie zwischen Dadaocheng (dem heutigen Datong in Taipeh) und Keelung in Betrieb genommen. In Lius Amtszeit fällt auch die stellenweise Einführung elektrischer Straßenbeleuchtung in Taipeh. Außerdem wurde mit der Verlegung von Telegrafenleitungen, dem Bau moderner Straßen und der Einrichtung eines modernen Postwesens begonnen. Am Ende der Amtszeit Lius im Jahr 1891 galt der Norden Taiwans als eine der entwickeltsten Gegenden Chinas.

## Andenken
Liu starb am 12. Januar 1896 auf seinem Anwesen in Hefei. Seine Asche wurde nicht in einem Grab bestattet, sondern von seiner Familie und seinen Nachkommen aufbewahrt. Erst im Jahr 2011 wurde die Urne im neuen, groß angelegten Liu-Mingchuan-Begräbnis-Park (劉銘傳墓園) in Feixi beigesetzt. Zuvor war Lius Geburtsort Nanfenlu im Kreis Feixi, Stadt Hefei, im Jahr 2006 ihm zu Ehren in Mingchuan umbenannt worden. Das Anwesen, das Liu sich in den 1870er Jahren erbaute, kann heute inklusive einer Ausstellung besichtigt werden.
In Taiwan ist Liu als Pionier der Modernisierung der Insel in Erinnerung. Viele öffentliche Einrichtungen, Straßen und die private Ming-Chuan-Universität in Taipeh sind nach ihm benannt.